# Седрік Бессі
Седрік Бессі (фр. Cédric Bessi; нар. 28 листопада 1990) — монегаський дзюдоїст.
Бессі розпочав займатися дзюдо завдяки своєму батьку Еріку-Луїсу Бессі, який став першим дзюдоїстом, що змагався за Монако на Олімпійських іграх, зробивши це в 1984 та 1988 роках, а також працюючи президентом виконавчого комітету Федерації дзюдо Монако. Бессі брав участь у змаганнях на відкладених Літніх Олімпійських іграх 2020 року в Токіо як один з шести спортсменів з князівства Монако, які брали участь у змаганнях. Принц Монако Альбер II особисто проводжав спортсменів у яхт-клубі Монако.